# 잘랄 호세이니
세예드 잘랄레딘 호세이니 호슈케비자리(페르시아어: سید جلال‌الدین حسینی خشکبیجاری, 1982년 2월 3일 ~ )는 이란의 전 축구 선수로 과거 센터백으로 활약하였다.

## 선수 경력

### 클럽
2002년 고향팀인 말라반 FC에서 데뷔하여 2005년까지 86경기 2골을 기록하며 2003-04 이란 2부 리그 준우승 및 차기 시즌 1부 리그 승격에 기여했고 2004-05 시즌 종료 후 사이파 FC와 입단 계약을 맺었다.
사이파로 이적 후 2008-09 시즌까지 125경기 8골을 기록하면서 2006-07 1부 리그 우승에 일조한 것은 물론 2번의 리그 올해의 수비수(2006-07, 2007-08)에도 선정되는 영예를 안았으며 2009-10 시즌을 앞두고 세파한 SC로 이적하여 2011-12 시즌까지 122경기 6골로 팀의 리그 3연패(2009-10, 2010-11, 2011-12)에 기여했다.
그리고 2012-13 시즌을 앞두고 페르세폴리스 FC로 이적하여 2시즌동안 64경기 2골로 2013-14 시즌 리그 준우승, 2012-13년 하즈피 컵 준우승을 이끌면서 2013-14 리그 올해의 수비수, 2013-14 리그 올해의 팀에 선정되는 영예를 안았고 이후 카타르 스타스 리그의 알아흘리 SC로 이적 후 공식전 26경기를 소화하며 리그 5위 및 2016년 GCC 챔피언스리그 진출을 도왔다.
그 뒤 자국 리그의 나프트 테헤란으로 이적하며 1시즌만에 국내로 복귀 후 28경기 2골로 2015-16 리그 5위, 2015년 AFC 챔피언스리그 8강 진출에 일조한 공로를 인정받아 리그 최우수 수비수, 2015-16 리그 올해의 팀으로 선정되었으며 2015-16 시즌을 마치고 2012-13 시즌부터 2013-14 시즌까지 2시즌동안 뛰었던 페르세폴리스로 이적하며 2년만에 친정팀으로 복귀했다.
페르세폴리스 이적 후 현재까지 리그 5연패(2016-17, 2017-18, 2018-19, 2019-20, 2020-21), 2018-19년 하즈피 컵 우승, 이란 슈퍼컵 4연패(2017년, 2018년, 2019년, 2020년), 2018년 AFC 챔피언스리그와 2020년 AFC 챔피언스리그 준우승의 업적을 달성했고 이 뿐만 아니라 나바드 선정 이달의 선수상 2회(2017년 11월, 12월), 3회 연속 리그 올해의 수비수(2016-17, 2017-18, 2018-19), 3시즌 연속 올해의 팀(2016-17, 2017-18, 2018-19), 이란의 아시아 챔피언스리그 레전드로 선정되는 기염을 토했다.

### 국가대표팀
이란 U-23 대표팀 소속으로 2006년 아시안 게임에 와일드카드로 참가하여 이란의 동메달 획득을 이끌었고 이후 2007년 1월 이란 성인대표팀 소속으로 벨라루스와의 평가전에서 국제 A매치 데뷔전을 치렀다.
그 뒤 우즈베키스탄과의 2007년 AFC 아시안컵 C조 조별리그 1차전에서 A매치 데뷔골을 신고했고 2010년 서아시아 축구 선수권 대회에서도 1득점을 기록하며 팀의 준우승을 이끌었으며 이후 2010년 아시안 게임(4위), 2011년 AFC 아시안컵(8강), 2014년 FIFA 월드컵(조별리그), 2015년 AFC 아시안컵(8강) 등 숱한 국제 대회에 참가하며 이란 대표팀의 주축 수비수로 활약했으나 2018년 FIFA 월드컵 본선 최종 엔트리에서는 제외되며 출전하지 못했다.
그리고 2016년 A매치 통산 100번째 경기에 출전하며 센추리클럽 가입을 이뤄냈고 2018년 12월 1일 최종적으로 A매치 통산 115경기 8골의 기록을 남기고 국가대표팀 유니폼을 반납했다.

## 같이 보기
- A매치 100경기 이상 출전한 축구 선수 명단